# As de guía en una ensenada
El as de guía en una ensenada es un nudo que forma un par de bucles de tamaño fijo en el medio de una cuerda. Su ventaja es que es bastante fácil de desatar después de estar expuesto a una tensión. Este nudo puede reemplazar el nudo de la figura ocho cuando se ata a un arnés de escalada. Sin embargo, es fundamental usar un nudo de respaldo fuerte con un montón de cola más allá del nudo.

## Peligros
Pruebas de 2011 muestran que el nudo podría resbalar cuándo solo está cargado un bucle. Los espeleólogos y cañones deben sujetar su mosquetón de cola de vaca a través de ambos bucles. Los cavers europeos defenden ampliamente el uso de una figura ocho versión torcida del Bowline en un bight.

## Aplicaciones
Este nudo se puede utilizar para proporcionar una sujeción de los dedos en el medio de una cuerda; hacer una silla de contramaestre de emergencia; y crear un "bloque" de cuerda superior para hacer una compra cruda ensartando la cuerda alrededor de un punto de anclaje y luego retrocediendo a través del bucle. A veces se utiliza en escalada deportiva para atar en dos pernos de anclaje de forma independiente. Este nudo es conveniente cuando se requiere un bucle confiable, pero ninguno de los extremos de la línea está disponible. También se usa comúnmente como asiento mientras se iza, ya que hay dos bucles de seguridad en lugar de la tradicional bolina. En teoría, este nudo haría posible izar a muchas personas con una sola línea. Este nudo es muy popular en la espeleología ya que permite que la carga se distribuya entre dos puntos de anclaje, reduciendo la tensión ejercida sobre ellos y dando seguridad en caso de que falle. Comúnmente conocido como Y-hang, permite un descenso libre y se puede ajustar fácilmente para evitar cascadas o puntos de fricción.
Como se mencionó anteriormente, este nudo puede reemplazar el nudo en forma de ocho cuando se ata a un arnés de escalada atando un nudo de bolina regular y luego volviéndolo a enhebrar, como se hace con un nudo de ocho. Sin embargo, es fundamental usar un nudo de respaldo fuerte con un montón de cola más allá del nudo, ya que el nudo puede desatarse durante las subidas largas. La ventaja de usar este nudo en lugar del nudo de ocho es que se puede desatar fácilmente después de una caída severa.

## Técnica
La cuerda de la cuerda se usa inicialmente para hacer una bolina de la manera habitual (imagen a la derecha). Sin embargo, la bola de bolina no se completa yendo alrededor de los extremos de pie y volviendo a colocar la redonda al lado de sí misma. En cambio, se abre la brecha para permitir que todo el nudo pase a través de ella (ver imagen a la derecha). Cuando se aprieta, la vela ahora abarca el par de extremos de pie (ver imagen superior)

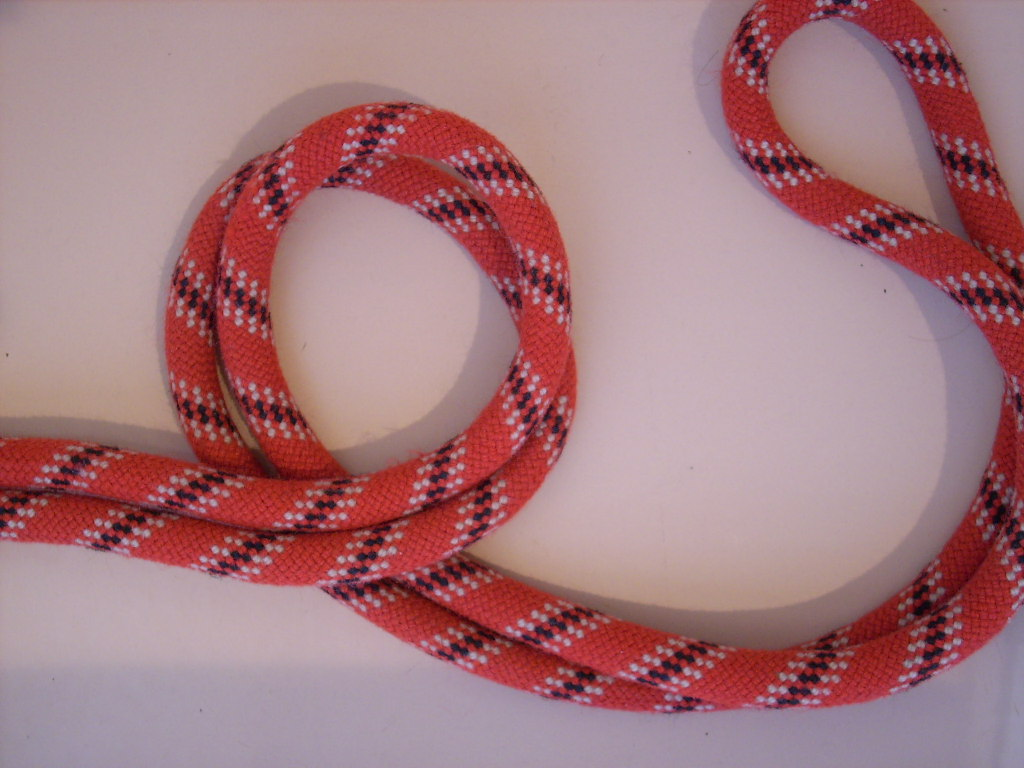
1
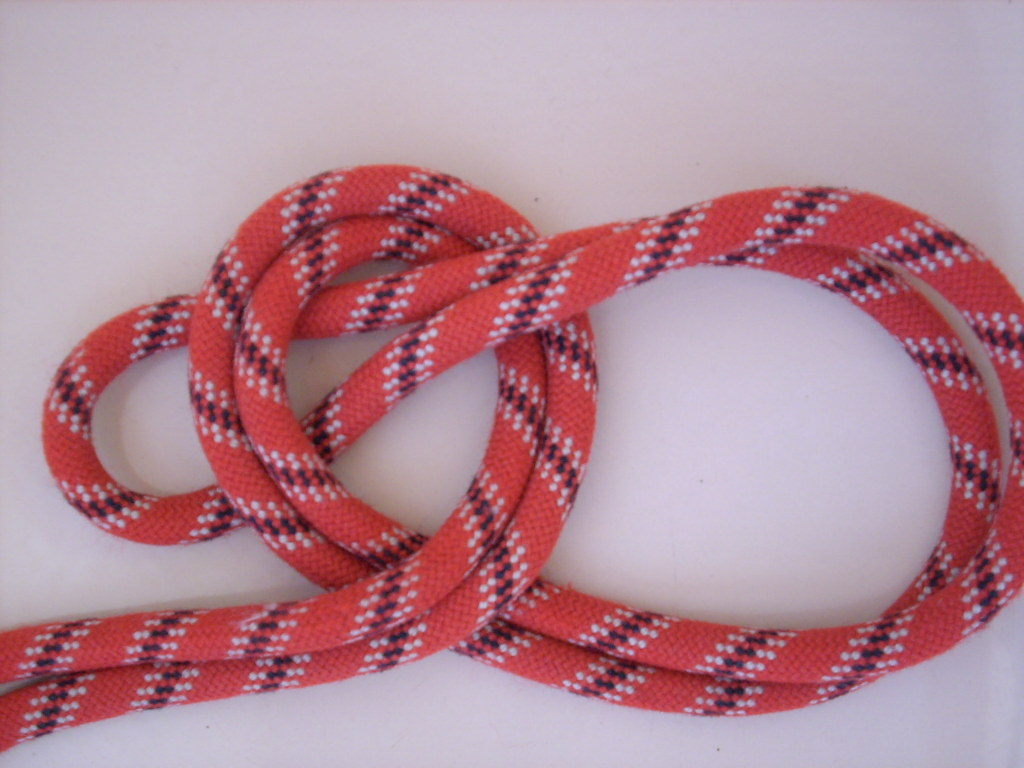
2
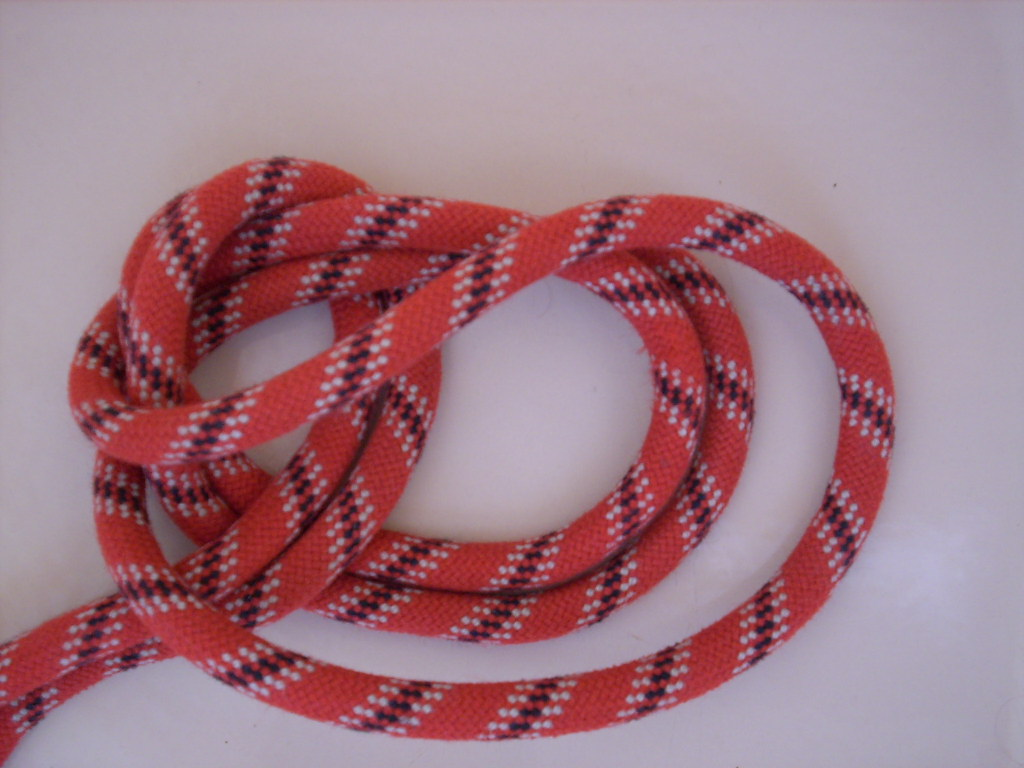
3
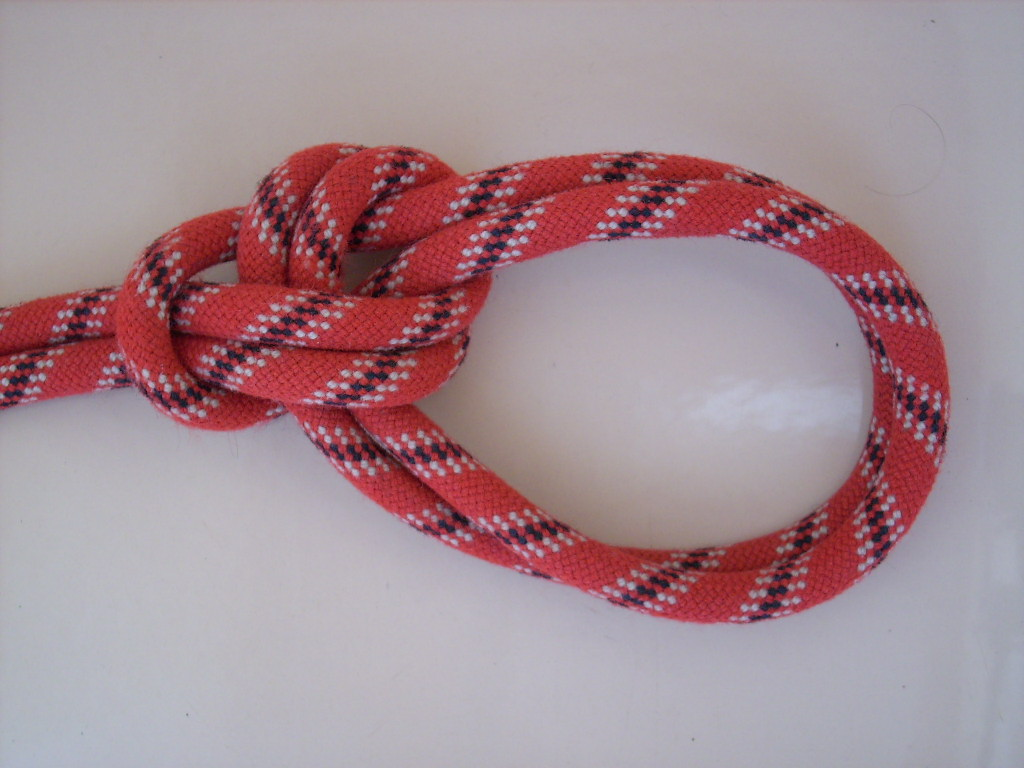
4
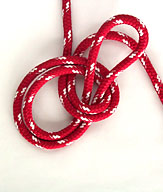
1
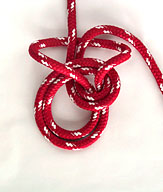
2
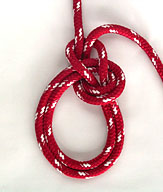
3